# Hyundai Motor India
Hyundai Motor India Ltd è una società interamente controllata da Hyundai Motor Company.
È il secondo più grande produttore di automobili in India, con una quota di mercato del 15% nel 2022 e un fatturato di 5,5 miliardi di dollari.
La società esporta automobili in più di 85 paesi tra Africa, Medio Oriente, America Latina, Australia e Asia Pacifica.

## Storia
Hyundai Motor India Limited (HMIL) venne fondata nel 1996 e iniziò la costruzione di uno stabilimento di 2,2 km² con capacità massima annua di 200.000 unità realizzate.
Il primo prodotto dell'azienda, la Hyundai Santro, fu lanciata il 23 settembre 1998 che, contrariamente alle aspettative di Hyundai, divenne improvvisamente un successo di mercato. A quel tempo, il modello fu prodotto su licenza della Kia Visto. Per l'esportazione il modello venne denominato Atos Prime nella maggior parte dei paesi.
Nel 2006 ha istituito una struttura di ricerca e sviluppo (Hyundai Motor India Engineering – HMIE) nella città di Hyderabad.
Nel 2013 è stato il primo esportatore di autovetture nel paese per l'ottavo anno consecutivo.
Nel 2019, Hyundai Motor Company ha investito circa 1,1 trilioni di KRW in un'ulteriore linea di produzione di veicoli elettrici e ha iniziato a produrre Kona Electric.

## Impianti di produzione
HMIL ha due stabilimenti di produzione a Irungattukottai e Sriperumbudur, nello stato federato del Tamil Nadu. Per soddisfare la crescente domanda, HMIL ha commissionato il suo secondo impianto nel febbraio 2008, che produce un ulteriori 300.000 unità all'anno, portando la capacità produttiva totale di HMIL a 600.000 unità all'anno. L'efficienza degli stabilimenti ha portato alla produzione di un'auto in 31 secondi, ovvero 740000 auto all'anno.

## Automobili prodotte

### Auto in produzione
| Foto | Marca   | Modello        | Inizio produzione |
| ---- | ------- | -------------- | ----------------- |
|      | Hyundai | Tucson         | 2005              |
|      | Hyundai | Verna          | 2006              |
|      | Hyundai | Grand i10 Nios | 2007              |
|      | Hyundai | i20            | 2008              |
|      | Hyundai | Creta          | 2015              |
|      | Hyundai | Venue          | 2019              |
|      | Hyundai | Kona           | 2019              |
|      | Hyundai | Aura           | 2020              |
|      | Hyundai | Alcazar        | 2021              |
|      | Hyundai | Ioniq          | 2023              |

### Auto fuori produzione
| Foto | Marca   | Modello  | Inizio produzione | Fine produzione |
| ---- | ------- | -------- | ----------------- | --------------- |
|      | Hyundai | Terracan | 2003              | 2007            |
|      | Hyundai | Getz     | 2004              | 2009            |
|      | Hyundai | Accent   | 1999              | 2013            |
|      | Hyundai | Sonata   | 2001              | 2014            |
|      | Hyundai | Santa Fe | 2010              | 2017            |
|      | Hyundai | Eon      | 2011              | 2019            |
|      | Hyundai | Xcent    | 2014              | 2020            |
|      | Hyundai | Santro   | 1998              | 2022            |